# Charles Léchères
 (mars 2021).
Si vous disposez d'ouvrages ou d'articles de référence ou si vous connaissez des sites web de qualité traitant du thème abordé ici, merci de compléter l'article en donnant les références utiles à sa vérifiabilité et en les liant à la section « Notes et références ».
Charles Léchères, né le 20 août 1895 à Bourg-en-Bresse (Ain) et mort le 12 novembre 1960 à Montpellier (Hérault), est un militaire français de l’Armée de l’air. Général d’armée aérienne, il devint chef d'état-major de l'Armée de l'air, de 1948 à 1953.

## Biographie

### Enfance
Son père, Antoine, colonel de l'Armée de terre, meurt en 1916, d'une blessure reçue à Verdun. Il grandit à Ceyzériat, avec sa mère Antoinette, née Protat et avec son frère Philippe (1894-1985).

### Première Guerre mondiale
- 1914 : reçu à Saint-Cyr, 99e de la promotion « La Grande revanche ».
- 1914-1918 : après une brève instruction, il passe toute la durée du conflit dans l'infanterie, d'abord comme sous-lieutenant, puis comme lieutenant, le 25 janvier 1917. Blessé deux fois, il est deux fois cité.

### Entre-deux-guerres
- 1918-1920 : il termine son instruction à Saint-Cyr par un stage réduit à six mois, puis il est affecté au 172e régiment d'infanterie[4].
- 1920 : muté au Maroc dans des régiments de Tirailleurs marocains, peu après, il passe dans les cadres de l'aviation comme élève observateur en avion au 37e régiment d'aviation du Maroc, dont il sort breveté observateur.
- 1922 : breveté pilote après un court séjour à Istres, en octobre, il revient au Maroc en 1923, où il reste jusqu'en 1931, et est nommé capitaine. Il est cité deux fois à l'ordre de l'armée lors de la campagne du Rif contre Abdelkrim. Le 4 avril 1925 il se marie avec Yvonne Grégoire (1897-1996), à Casablanca.
- 1933 : il entre à l'École supérieure de guerre et devient chef de bataillon.
- 1935 : à sa sortie de l'école de guerre, il reçoit le commandement du 1er groupe de reconnaissance aérienne, rattaché à la 52e escadre. Il est ensuite affecté à la 35e escadre de reconnaissance.
- 1938 : affecté à l'état-major de l'air comme chef du 3e bureau, il est nommé colonel en janvier 1939.

### Seconde Guerre mondiale
- 1940-1941 : il est successivement chef d'état-major des forces aériennes du Moyen-Orient (Syrie, mai 1940), puis chef d'état-major de l'Air en Algérie, puis des forces aériennes d'Afrique du nord.
- 1943 : nommé général de brigade aérienne en mars, il est affecté successivement aux commandements de l'Air en Tunisie, en Corse et au Maroc.
- 1944 : détaché au Coastal Command en Italie, il est désigné pour constituer la première Tactical Air Force française en Italie et en Corse. Il reçoit ensuite le commandement de la 4e région aérienne, puis celui de l'Air au Moyen-Orient.

### Après 1945
- 1945 : après la capitulation allemande, il commande les forces aériennes françaises en Allemagne. Il est nommé général de division le 25 juin 1945 et devient chef d'état-major de l'Armée de l'air à Paris.
- 1946 : comme inspecteur général adjoint de l'Armée de l'air, il est membre permanent du Conseil supérieur de l'Air. En août de la même année, il est nommé général de corps d'armée et devient inspecteur des forces aériennes d'outre–mer.
- 1948 : il est nommé chef d'état-major général de l'Armée de l'air en février, ainsi que président du comité des chefs d'état-major généraux des forces armées. Le 4 août, il reçoit le rang et les prérogatives de général d'armée aérienne et exerce les fonctions de vice-président du conseil supérieur de l'Air.
- 1949 : il est désigné pour représenter la France au comité militaire du pacte Atlantique[5].
- 1953 : après une mission d'inspection générale en Indochine, il quitte ses fonctions le 20 août[6].

Mort à Montpellier, il est inhumé à Burzet, dans l'Ardèche.

## Décorations
- Grand-croix de la Légion d'honneur (1953)